# Mohammad Nouri
Mohammad Nouri (persan : محمد نوری), né le 22 décembre 1929 à Rasht, en Iran, et décédé le 31 juillet 2010 à Téhéran, est un chanteur de musique populaire irannienne et un enseignant en musique.
Il étudie la musique pop persane avec Esmaeil Mehrtash et la théorie de la musique, ainsi que le piano avec Sirous Shahrdar et Fereidoun Farzaneh. Il est généralement considéré comme poursuivant le style musical de Hossein Aslani (en) et Naser Hosseini.
Parmi les élèves des cours de musique de Mohammad Nouri, on peut citer la chanteuse Sahar Moghadass à qui il a  enseigné le solfège et Reza Shirmarz (en), une personnalité du théâtre en persan.